# Târgoviște

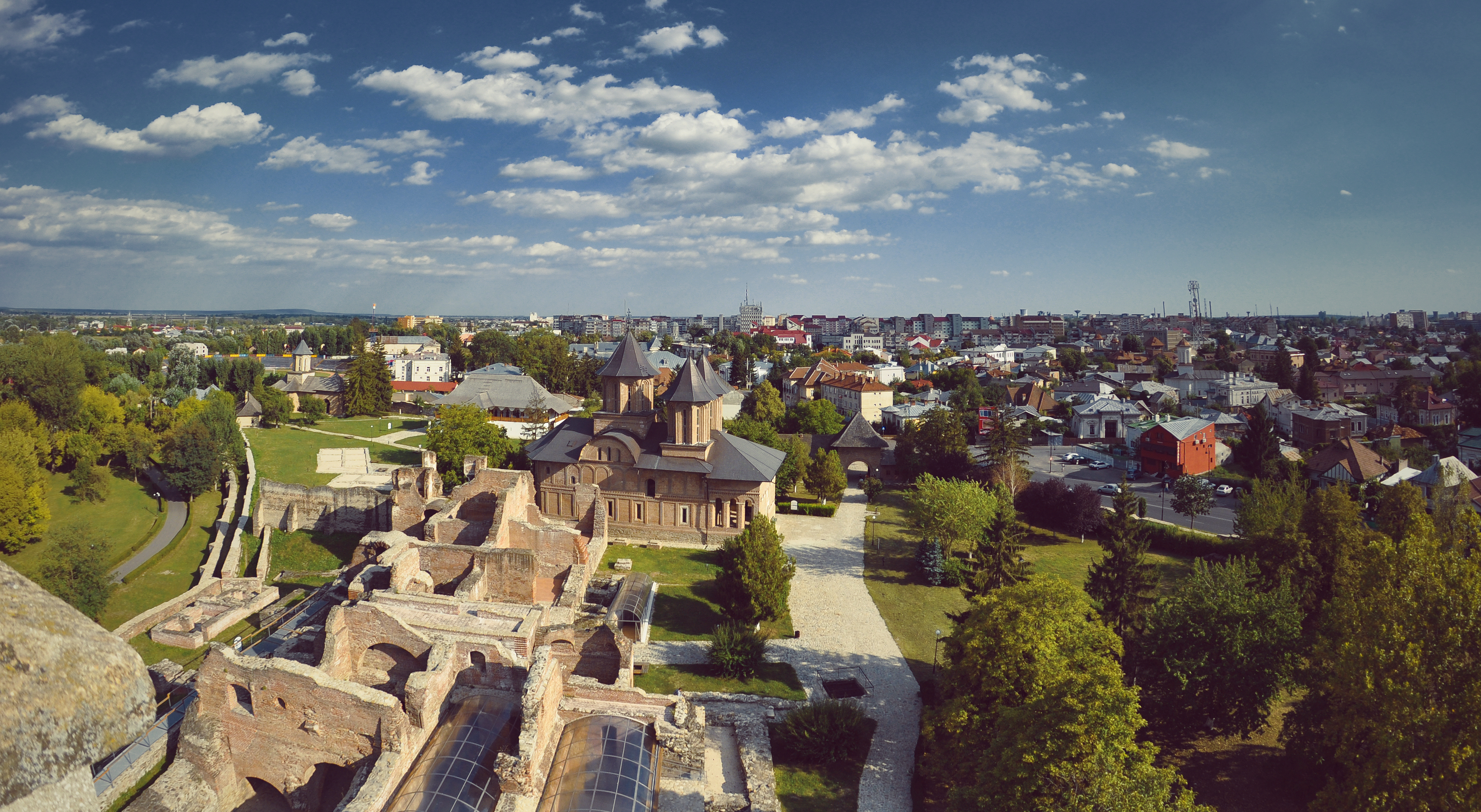
Fürstenhof und Stadt

Târgoviște, alte Schreibweise Tîrgoviște [tɨrˈgoviʃte] (deutsch Tergowiste oder Tergowisch), ist die Kreishauptstadt des Kreises Dâmbovița in Rumänien. Sie ist die ehemalige Hauptstadt der Walachei.

## Geschichte
Im Mittelalter besiedelten die Siebenbürger Sachsen Târgoviște (da sie sich auch in Câmpulung niederließen).
Die erste bekannte Erwähnung der Stadt erfolgte 1396 durch den bayerischen Kreuzzügler Johannes Schiltberger. Das erste Dokument in Form eines handgeschriebenen Briefes an das Mönchskloster Tismana wurde von Mircea cel Bătrân (Mircea dem Älteren, 1386–1418) erstellt.
In Târgoviște wurde Vlad III. Drăculea im Jahre 1456 inthronisiert. 1499 baute der walachaische Fürst Radu cel Mare (Radu der Große) die Bergkirche von Saint Nicolae wieder auf, aber erst 1514 wurde die Kirche unter der Herrschaft von Fürst Neagoe Basarab eingeweiht. Heute ist sie als Dealu-Kloster (Mănăstirea Dealu) bekannt.
Der Fürst Matei Basarab (1632–1654) setzte die Stadtmauer wieder instand, renovierte die alten Kirchen und baute zusätzlich einige neue Gotteshäuser. Bis zum Jahr 1659 war Târgoviște die Hauptstadt der Walachei und noch bis 1714 war sie Fürstensitz.
Der Anführer der Revolution von 1821, Tudor Vladimirescu, wurde vor der Mitropoliei-Kirche hingerichtet. Im Laufe der weiteren Jahre verlor die Stadt als politisches und soziales Zentrum des Landes ihre große Bedeutung, so dass heute nur noch der Charme einer ehemaligen Residenzstadt der Fürsten geblieben ist.
In Târgoviște wurden am 25. Dezember 1989 nach dem Urteil eines Militärtribunals der gestürzte kommunistische Diktator Nicolae Ceaușescu und seine Ehefrau Elena hingerichtet.

## Verkehr
Der Bahnhof Târgoviște liegt an den Bahnstrecken Titu-Pietroșița und Târgoviște–Ploiești; es verkehren Personenzüge nach Pietroșița via Fieni sowie nach București Nord via Titu. Des Weiteren bestehen auf dem Stadtgebiet der (im Personenverkehr nicht mehr bediente) Nordbahnhof sowie der Bahnhof für Teiș und der Haltepunkt Romlux hc, der nach einem ortsansässigen Leuchtmittelhersteller benannt ist.

## Persönlichkeiten
- Theodor Stolojan (* 24. Oktober 1943), Politiker
- Cornel Dinu (* 2. August 1948), Fußballspieler und -trainer
- Dan Ciotoi (* 1956), Sänger
- George Balint (* 11. Februar 1961; † 30. August 2019), Komponist, Dirigent und Pianist
- Iulian Chiriță (* 2. Februar 1967), Fußballspieler
- Laurențiu Reghecampf (* 19. September 1975), Fußballspieler
- Florin Luca (* 27. Mai 1978), rumänisch-deutscher Handballspieler
- Bogdan Pătrașcu (* 7. Mai 1979), Fußballspieler
- Claudiu Voiculeț (* 8. August 1985), Fußballspieler
- Olivia Oprea (* 19. März 1987), Fußballspielerin
- Cosmin Matei (* 30. September 1991), Fußballspieler

## Städtepartnerschaften
Târgoviște listet zehn Partnerstädte auf:
| Stadt                 | Land                |
| --------------------- | ------------------- |
| Castellón de la Plana | Spanien             |
| Căușeni (seit 2016)   | Moldau              |
| Corbetta              | Italien             |
| Guilin (seit 2018)    | Volksrepublik China |
| Kasanlak              | Bulgarien           |
| Miami                 | Vereinigte Staaten  |
| New York City         | Vereinigte Staaten  |
| Orvault               | Frankreich          |
| Santarém              | Portugal            |
| Targowischte          | Bulgarien           |
| Trakai                | Litauen             |
| Vellinge              | Schweden            |